# Hyliidae
A  Hyliidae a madarak osztályának verébalakúak (Passeriformes) rendjébe tartozó család.
Az újonnan létrehozott családot korábban az óvilági poszátafélék (Sylviidae) családjába sorolták, később a berkiposzátafélék (Cettiidae) családjába sorolták őket, majd onnan választották le őket. A Pholidornis nemet a függőcinege-félék (Remizidae) családba sorolták korábban. A rendszerezők egy része még nem fogadja el, illetve nem használja.
Fiziológiai hasonlóságuk és molekuláris biológiai vizsgálatok eredményei is arra mutatnak, hogy külön családba sorolásuk indokolt.

## Rendszerezés
A családot eredetileg David Armitage Bannerman brit ornitológus hozta létre 1923-ban.  
A családba az alábbi 2 nem tartozik:
- Pholidornis – 1 faj
- Hylia – 1 faj